# BloodRayne – A Harmadik Birodalom
A BloodRayne – A Harmadik Birodalom (eredeti cím: BloodRayne: The Third Reich) 2011-ben bemutatott amerikai–kanadai–német akció-horror Uwe Boll rendezésében. Az azonos című videójáték-sorozaton alapuló BloodRayne-filmsorozat harmadik, egyben befejező része. A főbb szerepekben Natassia Malthe és Michael Paré látható.
A film elődjeihez hasonlóan túlnyomórészt negatív kritikákat kapott.

## Cselekmény
A damfír Rayne a második világháború idején a francia ellenállással és annak vezetőjével, Nathaniel Gregorral együtt harcol a náci Németország ellen. Egy koncentrációs táboron rajtaütve végeznek a német katonák többségével, de Rayne-t orvul meglövik és vére Ekart Brand náci parancsnokra fröccsen. Bár Rayne látszólag megöli Brandet, az életben marad és Rayn vére miatt maga is damfírrá alakul. 
Dr. Wolfgang Mangler a nácik főhadiszállásán kegyetlen orvosi kísérleteket végez vámpírokon, célja halhatatlan lénnyé tenni Adolf Hitlert. Brand incidenséről értesülve Rayne felkelti a doktor figyelmét. A nő eközben egy bordélyházban tartózkodik és összever egy prostituáltra támadó náci katonát. A bordély vezetésére áhítozó egyik női alkalmazott elárulja Rayne-t a náciknak, akik megrohamozzák az épületet. Szembesülve azzal, hogy a parancsnokot ő maga tette damfírrá, Rayne több katonával végezve elmenekül a helyszínről. Dr. Mangler vérmintát szerez a megsebesült Rayne-től kutatásaihoz.
Rayne fegyvereket, köztük dinamitot kér Nathanieltől, de ő elutasítja. A nácik hamarosan csapdát állítanak nekik, Rayne és Nathaniel fogságba esik. Miközben autóval Berlinbe szállítják őket, az ellenállók megmaradt tagjai dinamitot helyeznek el az úton. A kialakuló tűzharcban a menekülő Manglert lelövik, Rayne pedig gyorsan végez a parancsnokkal is. Később Berlinben Rayne és Nathaniel az ellenállók csapatával megtámad egy újabb náci katonai bázist.

## Szereplők
| Szerep                 | Színész            | Magyar hang       |
| ---------------------- | ------------------ | ----------------- |
| Rayne                  | Natassia Malthe    | Solecki Janka     |
| Ekart Brand parancsnok | Michael Paré       | Czvetkó Sándor    |
| Nathaniel Gregor       | Brendan Fletcher   | Kisfalusi Lehel   |
| Dr. Wolfgang Mangler   | Clint Howard       | Katona Zoltán     |
| Vasyl Tishenko         | Willam Belli       | Kádár-Szabó Bence |
| Natalia                | Natalia Guslistaya |                   |

## Fordítás
- Ez a szócikk részben vagy egészben  a   BloodRayne: The Third Reich című angol Wikipédia-szócikk ezen változatának fordításán alapul.  Az eredeti cikk szerkesztőit annak laptörténete sorolja fel. Ez a jelzés csupán a megfogalmazás eredetét és a szerzői jogokat jelzi, nem szolgál a cikkben szereplő információk forrásmegjelöléseként.